# ISA World Surfing Games 2023
Die ISA World Surfing Games 2023 wurden vom 30. Mai bis 7. Juni in Surf City, El Salvador ausgetragen. Der Wettbewerb wurde von der International Surfing Association organisiert und zählte auch bei der Qualifikation zu den Olympischen Spielen 2024, deren Surfveranstaltungen in Französisch-Polynesien stattfinden.

## Medaillengewinner
| Disziplin   | Gold                                                                                      | Silber                                                                                   | Bronze                                                                                           |
| ----------- | ----------------------------------------------------------------------------------------- | ---------------------------------------------------------------------------------------- | ------------------------------------------------------------------------------------------------ |
| Männer      | Alan Cleland                                                                              | Lucca Mesinas                                                                            | Miguel Tudela                                                                                    |
| Frauen      | Tatiana Weston-Webb                                                                       | Erin Brooks                                                                              | Johanne Defay                                                                                    |
| Team Punkte | Peru Alonso Correa Lucca Mesinas Miguel Tudela Sol Aguirre Daniella Rosas Arena Rodríguez | Frankreich Maxime Huscenot Kauli Vaast Joan Duru Pauline Ado Johanne Defay Vahiné Fierro | Brasilien Gabriel Medina Filipe Toledo João Chianca Luana Silva Silvana Lima Tatiana Weston-Webb |

## Medaillenspiegel
| Rang   | Sportart   | Gold | Silber | Bronze | Gesamt |
| ------ | ---------- | ---- | ------ | ------ | ------ |
| 1      | Peru       | 1    | 1      | 1      | 3      |
| 2      | Brasilien  | 1    | —      | 1      | 2      |
| 3      | Mexiko     | 1    | —      | —      | 1      |
| 4      | Frankreich | —    | 1      | 1      | 2      |
| 5      | Kanada     | —    | 1      | —      | 1      |
| Gesamt | Gesamt     | 3    | 3      | 3      | 9      |